# 10016 Yugan
10016 Yugan eller 1978 SW7 är en asteroid i huvudbältet som upptäcktes den 26 september 1978 av den sovjetisk-ryska astronomen Ljudmila Zjuravljova vid Krims astrofysiska observatorium på Krim. Den är uppkallad efter den ryska staden Neftejugansk.
Asteroiden har en diameter på ungefär 3 kilometer.